# ITA Men’s All-American Championships 2013
Die Saint Francis Health System ITA Men’s All-American Championships wurden 2013 zum 35. Mal ausgetragen. Gespielt wurde vom 28. September bis zum 6. Oktober auf dem Campus der University of Tulsa in Tulsa, Oklahoma.

## Einzel

### Setzliste
| Nr. | Spieler           | Erreichte Runde |
| --- | ----------------- | --------------- |
| 01. | Miķelis Lībietis  | 2. Runde        |
| 02. | Peter Kobelt      | 1. Runde        |
| 03. | Ryan Lipman       | 1. Runde        |
| 04. | Romain Bogaerts   | 2. Runde        |
| 05. | Marcos Giron      | 2. Runde        |
| 06. | Nicolaas Scholtz  | 2. Runde        |
| 07. | Raymond Sarmiento | Achtelfinale    |
| 08. | Søren Hess-Olesen | 2. Runde        |

| Nr. | Spieler          | Erreichte Runde |
| --- | ---------------- | --------------- |
| 09. | Jeremy Efferding | 1. Runde        |
| 10. | Japie DeKlerk    | 1. Runde        |
| 11. | Zwetan Michow    | 1. Runde        |
| 12. | Mitchell Frank   | Sieg            |
| 13. | Patrick Pradella | Viertelfinale   |
| 14. | Jared Hiltzik    | Viertelfinale   |
| 15. | Ben Wagland      | 2. Runde        |
| 16. | Mac Styslinger   | 2. Runde        |

## Doppel
| Nr. | Paarung                       | Erreichte Runde |
| --- | ----------------------------- | --------------- |
| 01. | Miķelis Lībietis Hunter Reese | Sieg            |
| 02. | Hernus Pieters Ben Wagland    | 1. Runde        |
| 03. | Junior A. Ore Jackson Withrow | Achtelfinale    |
| 04. | Jordan Angus Malte Stropp     | Achtelfinale    |

| Nr. | Paarung                           | Erreichte Runde |
| --- | --------------------------------- | --------------- |
| 05. | Mitchell Frank Mac Styslinger     | Achtelfinale    |
| 06. | Manfred Jeske Mike Nott           | Achtelfinale    |
| 07. | Ross William Guignon Tim Kopinski | 1. Runde        |
| 08. | Harrison Adam Shane Vinsant       | 1. Runde        |